# Indotestudo forstenii
La tortuga selvática (Indotestudo forstenii) es una especie de tortuga terrestre de la familia Testudinidae que se encuentra en la isla indonesia de Sulawesi (= Célebes, Indonesia). 
Indotestudo travancorica se encuentra en la India y fue considerado como un sinónimo de I. forstenii antes, pero ahora se trata como una especie completa. 